# 海賊

海賊旗（ジョリー・ロジャー）

ジョン・ラカムの海賊旗

黒髭の海賊旗

海賊（かいぞく、英語: pirate）は、海上を航行する船舶を襲撃し、暴行や略奪など航海の安全を脅かす行為をする者のことである。

## 歴史上の海賊

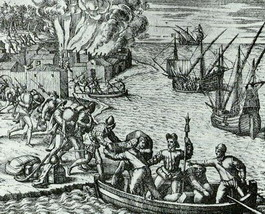
フランス海賊は、1555年にスペインの貿易拠点であったハバナを襲撃した。

例えば、パクス・ロマーナは、ローマ帝国海軍が地中海の覇権を掌握したとき成立し、それを維持できない段階で消滅した。日本においても、織田信長・豊臣秀吉・徳川家康は、海賊の取り締まりを重視し、これによって中世から近世への扉が開かれた。ヨーロッパでは、イーリアスやオデュッセイアなど古代伝説にも登場し、アリストテレスの『政治学』には、海賊は猟師などと同様に職業の一つとして数えられていた。
8世紀には北欧のノルマン人ヴァイキングの活動があった。中世においてはヴェネツィア共和国・ジェノヴァ共和国といった通商国家の商船が、自国の商圏を防衛するために武装化して、競争相手の船舶を攻撃・略奪することがあった。
日本において、文献上「海賊」に関する初見は『日本書紀』雄略紀（5世紀後半）の文石小麻呂からである（『続日本紀』天平宝字8年の記事には「海賊人」の記述がみられる）。
9世紀半ばの瀬戸内海では、中央に調庸・雑米を送る船舶が洋上で襲撃される被害が頻発し、海賊鎮圧令（追捕官符）が度々出されている。中世日本の海賊の話としては、13世紀前半成立の『宇治拾遺物語』に、元海賊の老僧侶（海賊時代は「淡路の六郎追捕使」と称した）の話があり、瀬戸内海での無慈悲な行為が語られている（最終的には改心し出家した回顧話）。
国家公認の海賊行為の例とされたのが、9世紀の新羅がある。893年9月に新羅海賊が45艘で対馬を襲撃するも、文屋善友らの善戦により、賊302人殺害、多数兵器を獲得し、捕虜となった賢春の自白により、新羅国の不作で飢饉が発生し、国家財政の補充のため、王命を受けて襲来したとして、その規模、100艘2500人と記す（『日本三代実録』『扶桑略記』）。『三国史記』には、889年に慢性的に窮乏する国家財政の補充のために税賦の取り立てをきつくしたために、広く反乱が起こったと記述されており、国内の反乱を恐れて国外に手を出したとして、賢春の自白は虚言ではないとみられる。しかし、『扶桑略記』の「人々が飢えに苦しんでいるのに、新羅王は穀物絹などの徴収を命じたため、やむを得ず日本にやってきた」という部分の後代の研究者の誤読で、当時の朝廷でも対応を太宰府任せにしていて、新羅国相手の危機感や脅威はなかったと指摘している。
16世紀後半に始まるイギリスとスペインの抗争では、ヨーロッパやカリブ海では交戦相手国の船を略奪してもよい、という国王の私掠免許が出され、私掠船が横行した。また東アジアの倭寇や中国海賊、ペルシア湾のアラブ海賊、北アフリカ沿岸のバルバリア海賊など、海あるところには海賊の姿があった。「降伏すれば命は保証、抵抗すれば皆殺し」の印である海賊旗（ジョリー・ロジャー）は、18世紀になってから使われだしたものである。
専門の海賊職以外にも、半商半賊とでもいうような、商売にやってきてそれが不調だったら海賊になって街を襲うというような形態、あるいは普段は商人だが、他の海賊に対抗するために武力を持ち、たまにそれを使って海賊をするといったような場合もあった。後者の例は、海禁が引かれ私貿易が制限された明後期の16世紀後半に横行し、清に抵抗運動を続けた事で有名な鄭成功の出た鄭一族などが活躍した。
海賊はその出現場所・時代によりさまざまな呼称、形態がある。

### 倭寇

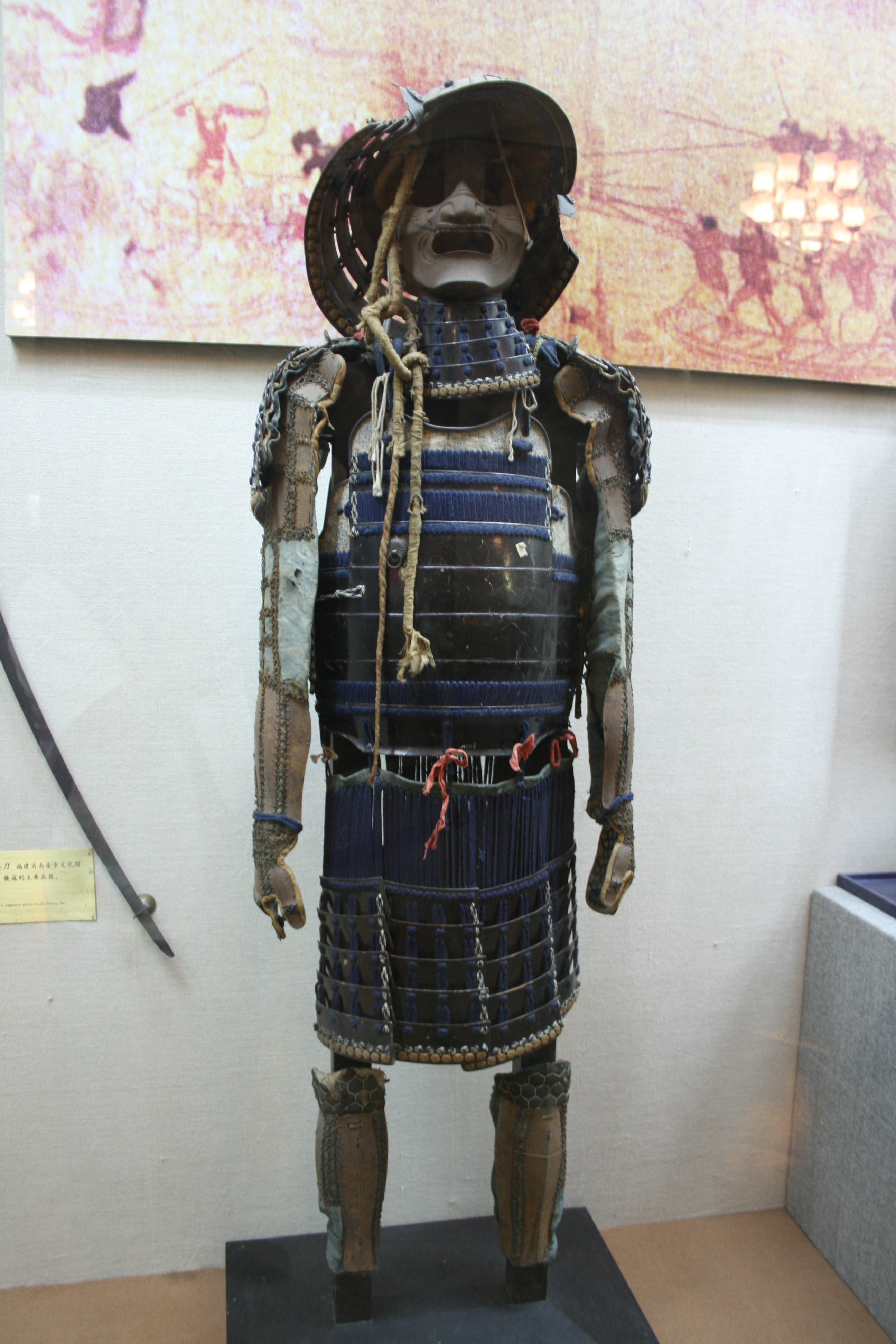
倭寇の甲冑

倭は日本のこと。14世紀、16世紀の二度の波に分かれて中国大陸・朝鮮半島の沿岸を襲い、それぞれ前期倭寇、後期倭寇という。前期は日本人が中心だったが、後期には明の海禁政策から逃れた明国人が多くなり、日本人の他にポルトガル人なども含まれていた。

### 海賊衆（水軍）
中世日本で活動した、交易を行う傍ら船舶や村への略奪、あるいは逆に金銭を取って船舶航行の警護を組織的に行った沿岸の国人、土豪の事を海賊衆と呼んだ。実際には略奪というよりは帆別銭、警固料（通行税）の取り立てで生計を立てていた。この頃の海賊衆には瀬戸内海の村上氏や志摩半島の九鬼氏などが知られる。しかし豊臣秀吉が1588年8月29日（天正16年7月8日）に刀狩令とともに海賊停止令を発令して以降は、これらの豪族が帆別銭の取立てや海賊行為を働くことは難しくなり大名の水軍へと転化し、消滅した。

### 北海・バルト海
バイキングはノルマン人の事で、8世紀から12世紀にかけて、ヨーロッパの各地を侵略し、席巻した。一部はスコットランドや北イングランドに入植し、またフランスを襲った一派はノルマンディー公国を、ロシア（ルーシ）ではノヴゴロド公国とキエフ大公国、南イタリアではシチリア王国を立てた。その活動はスケールが大きく、グリーンランド、果ては北米にまでに達し植民地を作り、十字軍（ノルウェー十字軍）にも参加した。
中世の終わり頃のバルト海沿岸部は、経済が発展して都市、交易所などが建設されていた。そこではスラブ人、ゲルマン人等の海賊が略奪をおこなった。そのため海賊行為の被害者であるハンブルク市とリューベック市の商人たちは1241年に「ハンザ同盟」と呼ばれる同盟を作成した。
1293年その同盟には北海、バルト海等に位置する24都市が参加した。最盛期である14-15世紀には数百の都市が同盟に参加するようになった。しかしハンザ同盟の船乗りたちは海賊行為の魅力に影響されて彼ら自身も海賊になって行き、14世紀後半に賑わいを見せたイギリスの貿易業に打撃を与えた。13-14世紀のバルト海にはフィタリエンブリューダーと呼ばれる海賊団が存在した。彼らはスウェーデンの南部に位置するゴットランド島を基地とした。彼らはハンザ同盟の依頼で食物の補給を行っていたが、次第に同盟の船舶を略奪するようになった。この海賊団の影響で幾つかの漁業は麻痺した。
そのためスウェーデン女王マーガレットがリチャード2世の援助のもとで海賊退治の遠征を行ったが、これは失敗した。1394年、ハンザ同盟は3000人の兵士を乗せた35隻の軍艦を海賊退治のために派遣したが、これも成功はしなかった。1400年/1402年、ユトレヒトのシモンと言う人物が率いる艦隊が海賊団を率いるステルテベカーを捕らえた。彼はハンブルクで100人の部下と共に処刑され、海賊団は翌年には制圧されていった。14世紀にこの辺りを荒らした海賊にゴデキンス、ステルテベカー、モルトケ、マントイフェルなどがいる。

### ゼーゴイセン
オランダのプロテスタント（カルヴァン派）の事。八十年戦争の初期に海賊として、スペインやカトリック勢力と戦った。

### 私掠船
大航海時代から後の西ヨーロッパで、諸国が海軍力を補うために、民間船に私掠勅許状を与え、敵国の艦船を拿捕することを許して海賊行為を奨励した。このような公認の海賊としてはイギリスのフランシス・ドレークや、フランスのジャン・バール、コルセールたちが有名である。16世紀以降マルタ島を支配した聖ヨハネ騎士団（マルタ騎士団）は、ムスリムの船舶に対して組織的に海賊行為を行った。ナポレオン戦争当時にも私掠船は活躍した。ナポレオン1世による大陸封鎖令に協力して、イギリス船を攻撃し拿捕するなどした。

### バルバリア海賊
バルバリア海岸と呼ばれた北アフリカのアルジェリア、チュニジア、リビアの沿岸部を根拠地として海賊行為を行ったイスラム教徒の船乗りの総称。オスマン帝国の保護を受けており、私掠船の一種ともいえる。その活動範囲は広大で、地中海はもとよりインド洋、バルト海、大西洋、さらにはアメリカ近海、カリブ海にも進出した。また彼らはイギリスのテムズ川をさかのぼり、各村を襲ったという記録もある。さらに1627年にはアイスランドを襲った。実際には地元人よりも、ギリシャやイタリアなどからやってきてイスラムに改宗し、かつての同胞に海賊を働く冒険者たちが数多く含まれた。その一人バルバロス・ハイレッディンは、1538年、プレヴェザの海戦で、スペインを破った。また、1801年には、通行料の支払いを拒絶したアメリカ合衆国とのトラブルがバーバリ戦争に発展した。

### カリブ海

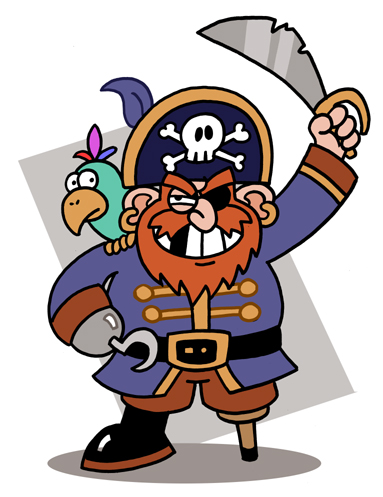
ポップカルチャーで典型的な海賊のカリカチュア。三角帽子、眼帯、義足、フック（鉤爪）、肩にオウムが特徴の例。

17世紀のカリブ海では1630年頃からバッカニアとよばれる海賊が活動した。バッカニアは当時の西インド諸島の支配勢力であったスペインの船舶を主として狙い、元はトルトゥーガ島のフランス人たちで構成されていたが、徐々にイングランド人やオランダ人といった新興国の人間も加わり、スペインへの略奪行為に勤しんだ。
当時の西インド諸島にはスペインから遅れて、イングランドやフランス、オランダが入植を始めていたが、当時の海軍は本国に留め置かれるものであり、植民地に常備軍を配置する力はなかった。そこで現地政府は、植民地を敵国から守ると同時に敵国を弱らせて貿易の独占を守るためにバッカニアに私掠免許を与え私掠船員として雇った（この免許は現地政府の裁量で出されるものであり、国が公式に出したものではないことが多かった）。
著名なイングランド人のバッカニアであったヘンリー・モーガンは、そのスペインに対する略奪と活躍から、後にイングランド王室からナイトに叙され、最終的にはジャマイカの副総督にまで出世した。
しかし、17世紀末になるとスペインの弱体化に伴う国際情勢の変化により、イングランドやフランスはスペインとの友好や、貿易関係を重視するようになる。特に1670年に結ばれたマドリード条約によって、イングランドは公式にはスペインに対する私掠免許を発行しなくなり、取り締まりも行うようになった。こうしてバッカニアたちは引退して一般の職につくか（この中には政府公認の海賊ハンターとなって、元同業者たちを狩る私掠船になるものもいた）、活動拠点を北米もしくはマダガスカルに変えて海賊行為を継続するかの選択をした（後述）。

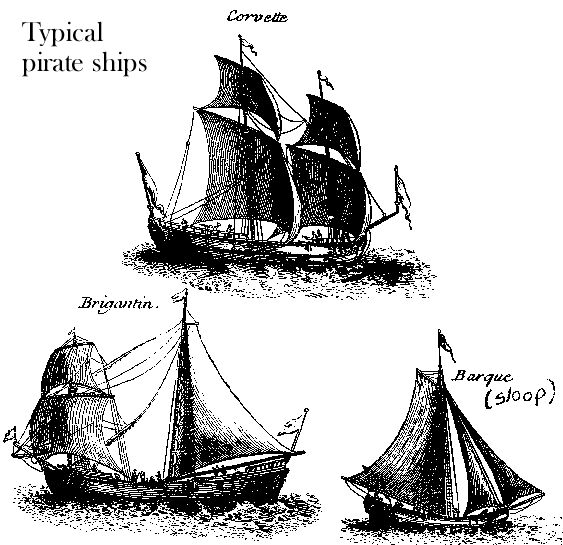
海賊が使用していた船舶。

18世紀に入ってスペイン継承戦争（1701年 - 1714年）が勃発して西インド諸島も戦火に見舞われると（アン女王戦争）、再び各国政府は海軍力を補うために私掠免許の発行を行った。この中でイングランド（イギリス）から許可を受けてスペインやフランスの船舶を襲っていた私掠船が、戦後に職を失って海賊化した。彼らは戦中から統治機構が撤退したニュープロビデンス島のナッソーなどを拠点にしていた（海賊共和国）。この時代の著名な海賊が黒髭やバーソロミュー・ロバーツであり、海賊旗（ジョリー・ロジャー）を掲げて敵船を襲うなど、今日に一般にイメージされるカリブの海賊である。
この時代の海賊について書かれた史料には、航海に出る前に戦闘で負傷した時の補償金を制定していたこと、略奪品を平等に分配していたこと、などが記されている（海賊の掟）。

### マレーの海賊
インド洋と太平洋を結ぶ貿易航路の要所のマラッカ海峡は、狭いうえ沿岸が複雑で隠れ家に適し、古くから海賊の名所として知られ、帆船時代の小説の「白鯨」にも描写がある。現在でも依然として海賊事件の多発する地帯として問題になっている（後述）。

### モロの海賊
スペイン統治時代のフィリピンではモロの海賊が交易品を狙い襲撃を繰り返していた。フィリピン中部の都市は頻繁に襲撃されたことから「ドゥマゲテ（ひったくりの意味）」と呼ばれるようになった。

### アラブ海賊
18世紀から19世紀にかけてアラブ首長国連邦、バーレーンなどを拠点に、インド洋で主にイギリス東インド会社の船を襲った。彼らの構成は東インド会社によって通商を奪われたアラブ商人であった。当初、東インド会社側はこの行為を黙視していたが、被害があまりにも多かったため何度も討伐隊を派遣したがそのたびに彼らは応戦し、撃退していったが、ついに19世紀に本拠地を占領されたため彼らは崩壊した。有名な者としてアリ・コジャがいる。

### インド洋の海賊

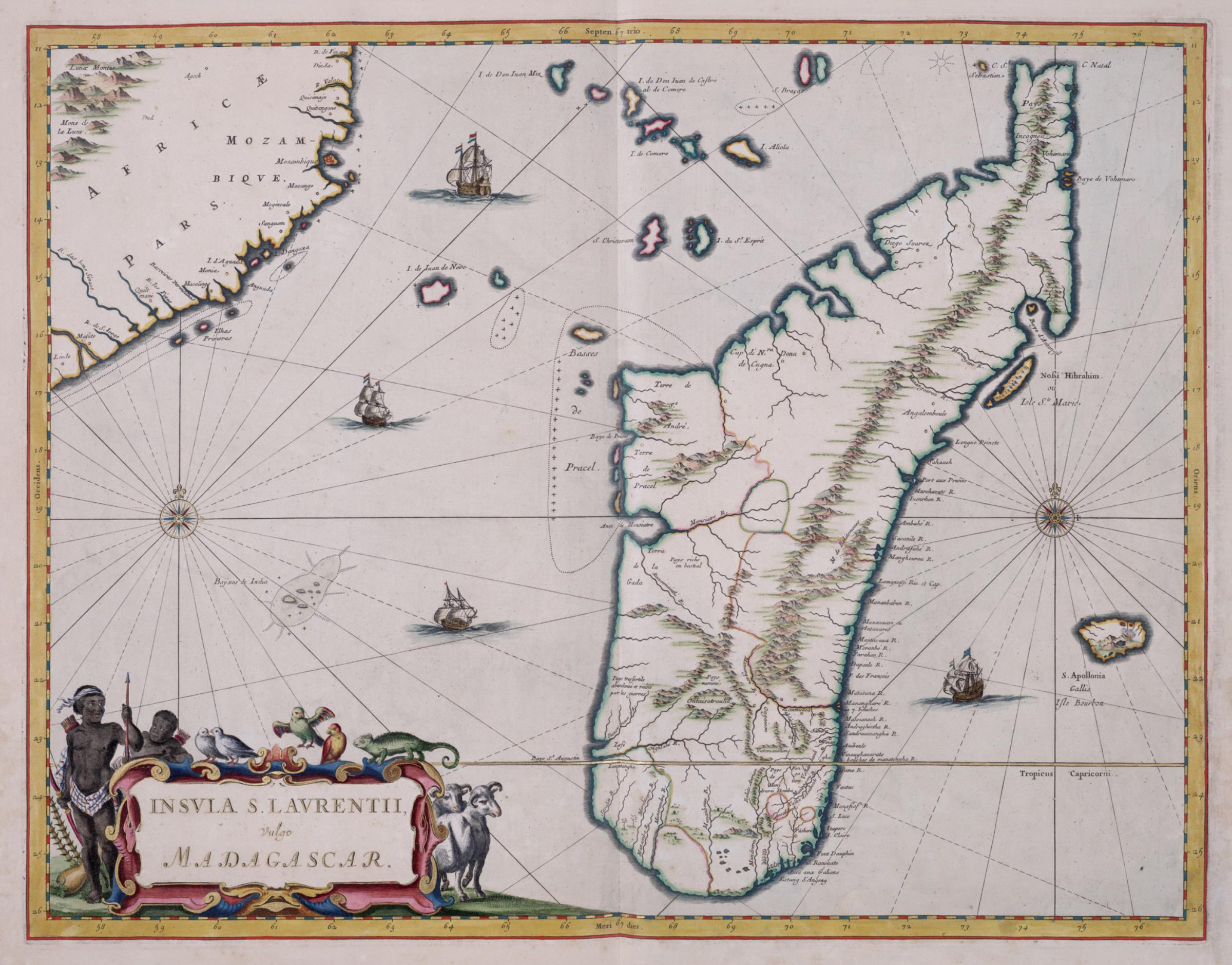
ジョアン・バレウの『大地図帳』に収録されたマダガスカルの地図。マダガスカルは恵まれた港が存在していること、インド - 喜望峰 - ヨーロッパ間を繋ぐ貿易路をおさえていること、追手が追跡できない地理に位置すること、等々の理由で海賊たちの基地として使われた。ただし、マダガスカル島が海賊の集合地だったとする意見には誇張が含まれていると指摘されている。

17世紀末期、インドと紅海をつなぐ航路には、財貨を積んだイギリス東インド会社の船、アラブやムガールの船舶等が航海していた。この頃のカリブ海では、財宝運搬船もあまり航海を行わなくなり、海賊に対する法律も厳しくなっていった。
そういった理由により海賊たちは新たな獲物を求めて、北アメリカ、カリブ海、マダガスカルを繋ぐ「海賊周航」と呼ばれる航路を通りインド洋に出て行きレユニオン島、マダガスカル、モーリシャス等に隠れ家を作っていった。しかし時が経つと、ヨーロッパやアメリカなどの政府が協力し海賊退治を行うようになり、ムガール帝国の力も落ちて行き、海賊たちも金に困るようになっていった。
この第1の「海賊周航」は10年間続き、後に短期間ではあるが復活することになる。この期間に活動した著名な海賊にはヘンリー・エイヴリー、トマス・テュー、ウィリアム・キッド等がいる。
1718年、バハマ諸島のニュープロビデンス島でウッズ・ロジャーズが海賊たちを攻撃し壊滅させた。その攻撃を回避した海賊たちはマダガスカルへ航海しその地に基地を作った。そのうちマダガスカルはバハマ諸島のように海賊たちの重要な拠点となった。1721年になる頃には、イギリス船への略奪行為も見過ごせないレベルになっていった。
そのためイギリス政府は、トマス・マシューズを指揮官とした討伐艦隊を派遣した。オランダ、イギリス、フランスの協力によって1721年の末頃には、この地に来た海賊たちは消えていった。この期間に活動していた海賊に、先住民から「ランター湾の王」として知られ、全マダガスカルの王となることを企んでいたジェームズ・プランテーンや、クリストファー・コンデント、エドワード・イングランド、ジョン・テイラー (海賊)などがいる。
また、18世紀のマダガスカル島北部にミッソンなる人物が海賊の国『リバタリア』を設立したとの伝説がある。

## 近現代の海賊被害
日本国内では、1914年（大正3年）2月21日、10数年にわたり京浜間で海賊行為を働いていた3隻、6人が逮捕された記録が残る。第二次世界大戦後の連合国軍占領下で治安が悪化していた混乱期には、イギリス軍とアメリカ軍の占領地域となった瀬戸内海で海賊事件が続発したことがある。例として1948年12月-1949年2月の3ヶ月間だけでも、1948年12月19日に香川県の高見島付近で、12月21日には岡山県の児島市で、1949年1月29日には香川県の粟島付近で、2月1日には岡山県の石島で、2月4日には岡山県の牛窓町付近で、それぞれ船舶が襲われるなど、この時期の瀬戸内海では海賊事件が続発していた。
瀬戸内海同様、米軍占領下の横浜港でも海賊行為が横行していた。横浜では海賊行為は「荷抜き」あるいは「抜荷」と呼ばれた。これは船の荷のほんの一部だけを強奪するという手口に由来している。なぜ船ごと奪わずこうした方法をとったかといえば、横浜での海賊行為は港の検数員を抱き込んでいる場合が多く、積み荷全体の2割までであれば海上保険が適用されたため、大事に至らずに済んだためだと考えられる。横浜港の接収解除が進んだのが1955年頃だったせいもあり、「荷抜き」は1950年代中半までつづいた。
一般的な海賊の印象は木造船や海賊旗などに代表される、前述のポップカルチャーにおけるカリブの海賊である。ただし、現代の海賊はそれとは異なり現代的な技術や装備を用いている。マリントラフィックなどで標的の位置を調査し、トランシーバーやスマートフォンで連絡を取り合いながら小型の高速艇で接近、自動小銃で脅して人質を取るという効率化された小規模な犯罪者集団となっている。これは操船の自動化が進んだことにより、タンカーなどの大型船舶の操縦が少人数でも可能となり、乗組員が少なくなったため、襲撃と船内の制圧が行いやすくなったことも関係している。
海賊事案の発生状況は、海上保安庁が発する「航行警報」により知ることができる。

### マラッカ海峡
国土交通省の『海賊行為に関する調査結果』によればインドネシア周辺海域を中心とした海域での発生が多く、2003年に12件の被害が報告されている。また世界的には400件以上の被害が報告されている。海賊問題は国境を越えた麻薬や人身売買の問題などの組織犯罪として、ASEANなどで国際的な問題となっている。2005年3月に日本船籍のタグボート「韋駄天」がマレーシア付近のマラッカ海峡で襲撃を受け、船長を含む3名が人質に取られた。この事件は同年3月20日に人質が解放され解決している。
これに対し日本は東南アジア各国へ海上警察組織の立ち上げを支援し、海上保安庁との合同訓練を行っている。また、小泉首相が提言し、2004年11月に採択され、2006年9月に発効したアジア海賊対策地域協力協定（ReCAAP、但しマレーシア・インドネシアは締結せず）により、シンガポールに情報共有センター（ISC, Information Sharing Centre）が設立され初代事務局長に日本人が選出されるなど、日本が深く関わった対策が進められている。
スマトラ島沖地震 (2004年)の発生以降、マラッカ海峡の海賊事案は激減した。海賊も被災したものと見られているが、震災の1年後には早くも海賊行為が復活していて、激減はしたものの、無くなったわけではない。

### アデン湾・ソマリア近海
アフリカの角といわれるアフリカ大陸北東端が面するアデン湾は紅海も含め以前から海賊行為の多発海域であったが、1990年代後半から、内戦の続くソマリアのインド洋側でも、豊富な武器を流用した海賊行為が増加した。IMB（国際商業会議所・国際海事局）の調査によれば、2007年の紅海・アデン湾での発生は13件、ソマリア沖では31件に達する。
2005年6月26日には、国際連合の支援食糧（スマトラ島沖地震津波被災者支援）を積んだ貨物船（Semlow号）が海賊に拿捕、船と乗組員に対する身代金を要求される事件が起こったほか、同年11月エジプトからケニアに向かっていた豪華客船（Seabourn Spirit号）が襲撃を受ける事件も発生した。さらに、2006年3月にはアメリカ海軍の巡洋艦と駆逐艦が、たまたま発見した不審船との間で銃撃戦を展開。不審船の乗組員が1名死亡。乗員がロケットランチャーなどで武装していたことから、海賊船であったと見られている。日本が関係するものでは、2007年10月に日本の海運会社が運航するパナマ船籍ケミカルタンカーが乗っ取られ、2008年4月に日本郵船の大型原油タンカーがロケット弾によるものと思われる攻撃を受け被弾した。
国際連合は、人道支援物資の輸送と通商航路の安全確保のため、海賊を掃討するための安全保障理事会決議第1816号を採択。この決議は、加盟国の軍艦に、海賊掃討の為、国連憲章第7章に基づき武力行使を含む「必要なあらゆる措置」をとる権限を認めている。
2008年10月には、戦車33台を積んだウクライナの貨物船が海賊に奪われ、これを重く見たアメリカ・ロシア・EUが共同し駆逐艦を派遣して海賊掃討を目指している。日本も海上自衛隊を派遣し、日本の商船を護衛している。護衛手段は威嚇射撃とLRADによる警告音などである。海賊対策に関する国際会議（ソウル特別市開催）においては、国際的な情報共有や連絡態勢の整備の必要性に言及している。

### 西アフリカの大西洋上
2010年代後半には前述のソマリア近海の海賊行為が消長する一方、西アフリカの大西洋上において海賊行為が頻発するようになった。2020年には約130人の船員が海賊により拉致されている。長い海岸線を持つナイジェリアでは、海事管理保安庁が海賊行為の取り締まりに当たっているが、海賊の多くは貧困にあえぐニジェール・デルタ地帯の住民であると推測されている。

## 国際法上の海賊

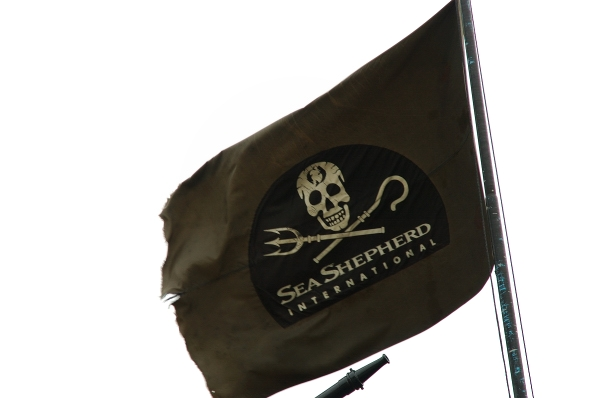
シーシェパードの揚げる海賊旗を模した旗

海賊行為は、「人類共通の敵（hostis humani generis）」とされる国際犯罪であり、旗国主義の適用による保護をうけず、その処罰は公海上で海賊船舶を拿捕した国家に委ねられている。
海賊行為の定義
公海又はその上空などいずれの国の管轄権にも服さない場所にある船舶、航空機、人または財産に対して行われる、私有の船舶又は航空機の乗組員又は旅客による、私的目的のために行うすべての不法な暴力行為、抑留又は略奪行為、及びそのような行為を煽動又は故意に助長するすべての行為（国連海洋法条約第101条）
軍艦、軍用航空機、政府の船舶又は航空機が同様の行為を行っても、それを直ちに海賊行為とすることはできない。ただし、乗組員が反乱を起こして支配している場合には海賊行為とみなす。（同第102条）
拿捕
海賊船舶・海賊航空機等の拿捕は、公海その他いずれの国の管轄権にも服さない場所において、軍艦、軍用航空機その他政府の公務に使用されていること明らかに表示され識別されることができる船舶又は航空機で、そのための権限を与えられているものによってのみ行うことができる。（国連海洋法条約第105・107条）
取締り・処罰
海賊を行った者の国籍及び海賊船舶の船籍に拘らず、すべての国が取り締まり及び処罰を行うことができる。拿捕を行った国は、自国の裁判所において課すべき刑罰を決定することができ、また、善意の第三者の権利を尊重することを条件として、問題となる船舶、航空機又は財産について執るべき措置を決定できる。（国連海洋法条約第105条、公海条約第19条）
海賊行為については、公海条約及び国連海洋法条約が、すべての国が海上警察権や裁判権を行使できるという国際慣習法を法典化した。しかし、1990年代後半から海賊発生件数が増加し、特にアジアにおける被害が甚大であった。1998年には、貨物とともに船員も行方不明となった「テンユー号事件」が、1999年には日本の商船会社が運航するタンカー「アロンドラ・レインボー号」が武装集団に襲われ、船員が漂流を余儀なくされた「アロンドラ・レインボー号事件」が起きている。
このような状況に鑑み、日本国政府は、1999年の東南アジア諸国連合（ASEAN）にて、海賊対策のための協力強化を提言、これを契機に、2000年に開催された種々の国際会議において三つの宣言文書が作成された。その後、2001年、2002年のASEANにおいては、国際協力のための法的枠組みの作成が提案され、2003年末に「アジア海賊対策地域協力協定」が起草された。
日本国政府は海上保安庁を中心に、東南アジア各国に海賊取締りのための警察組織の創設を働きかけ（軍隊よりも警察組織のほうが国際間の共同対処がやりやすく、日本の防衛装備移転三原則では、軍隊への装備品提供が制限されるため）、巡視船の無償供与や特殊警備隊による船舶制圧訓練、捜査官をシンガポールなどに派遣して、海賊組織摘発のための国際共同捜査などを積極的に行っている。

## 海賊の財宝

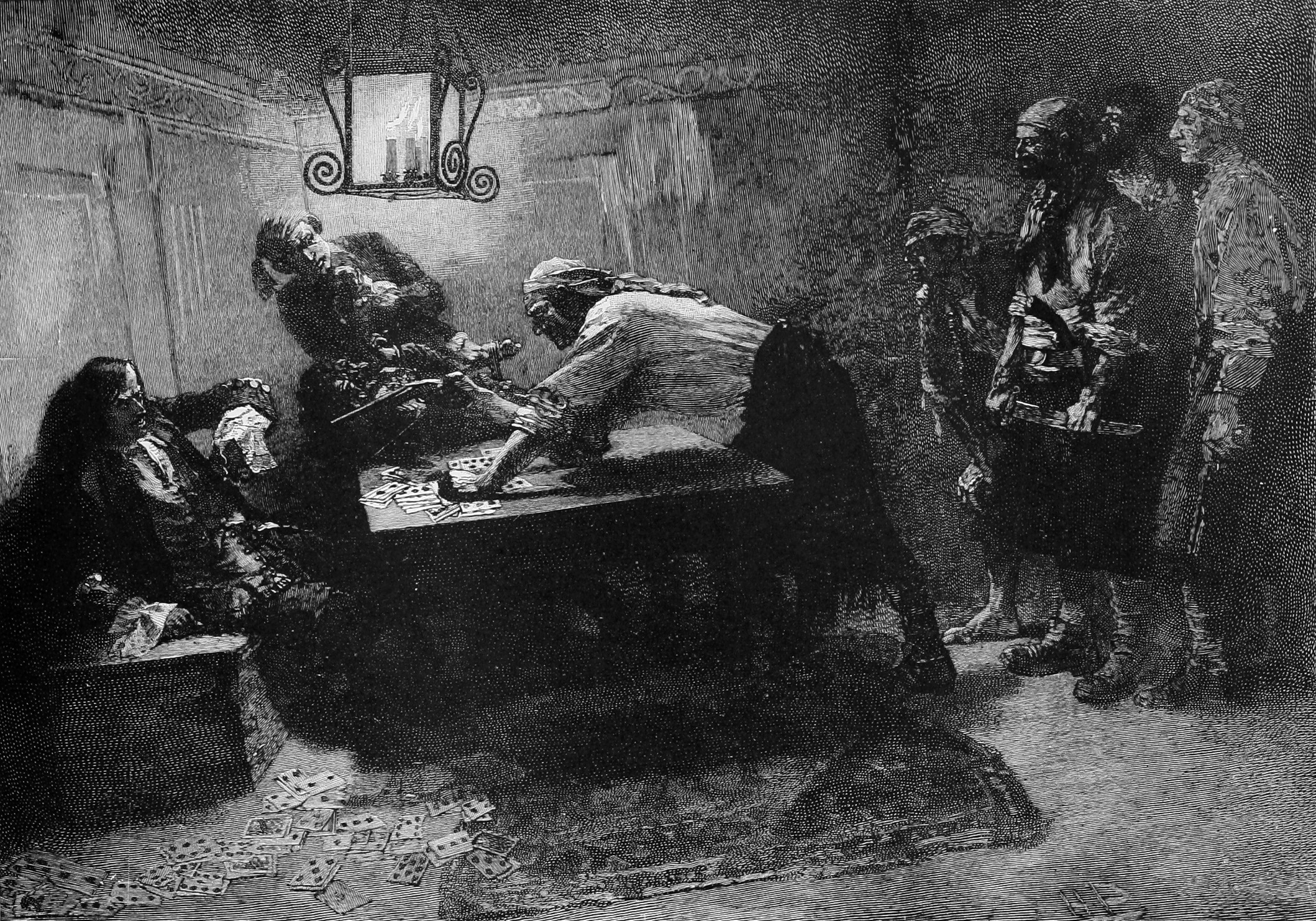
ガレオン船に乗り込む海賊

海賊が隠した財宝はフィクションでも現実でも人々を魅了している。

## 海賊の一覧
大西洋・カリブ海
- フランシス・ドレーク
- アマロ・パーゴ
- ヘンリー・モーガン
- フランソワ・ロロネー
- エドワード・ティーチ（黒髭）
- ジョン・ラカム（キャリコ・ジャック）
- アン・ボニー
- メアリ・リード
- バーソロミュー・ロバーツ
- サミュエル・ベラミー
- シャーロッテ・デ・ベリー
- レネ・デュゲトルーアン（英語版）

インド洋
- ウィリアム・キッド
- オリビエ・ルバスール（伝説では処刑時に財宝の隠し場所を示した暗号文を残した）
- アリ・コジャ（英語版）
- エドワード・イングランド
- ヘンリー・エイヴリー
- トマス・テュー

アフリカ西海岸。
- ハウエル・デイヴィス
- バーソロミュー・ロバーツ

地中海
- バルバロス・ハイレッディン（赤髭）
- バルバロス・オルチ（赤髭）（上記ハイレッディンの兄）
- ウルグ・アリ
- ドラクート・レイス
- アイディン・レイス

北海・バルト海
- アルビダ（海賊となったスカンディナヴィア王女）
- クラウス・シュテルテベーカー（英語版）

アジア
- 王直
- 鄭成功
- 張保
- チン・シー（鄭一嫂）
- 藤原純友
- 九鬼嘉隆
- 村上武吉
- フェルナン・メンデス・ピント（ポルトガルの冒険家兼海賊。東南アジア一帯を略奪し現地の国家間の戦争にも介入した。中国奥地の秘境では未知の巨人族に遭遇。）
- アントニオ・デ・ファリア（英語版）（同上。ピントと共に中国皇帝の財宝が眠る伝説のカレンプルイ島に忍び込んだ）
- 白濱顕貴（17世紀にベトナムの広南国を荒らし回った日本人海賊）

アイルランド
- グレース・オマリー（アイルランドのウール王国部族の娘から、西岸地域を支配した海賊となった女性。息子は後に英国王家からメイヨー子爵に叙せられ、断絶後その家名は夫の実家の分家であるメイヨー伯爵家に引き継がれた）

### 架空の海賊
- フック船長
- ジョン・シルバー
- モンキー・D・ルフィ
- ジャック・スパロウ
- ジャンプパイレーツ
  - 『週刊少年ジャンプ』のトレードマーク。2022年6月6日に週刊少年ジャンプ編集長、最強ジャンプ編集長、Vジャンプ編集長が視聴者の応募から「ジャーニー」と命名した（創刊から約54周年目直前の出来事である。）。週刊少年ジャンプ27号と子ども向けバラエティー番組『おはスタ』で発表された[47]。なお、ジャンプパイレーツを左周りに90度傾けると女の子の横顔に変わる。この女の子は「ジャーニー」が命名される以前の2018年4月4日に公式から「ジェイミー」と命名されている[48]。